# Réseau d'informations scientifiques du Québec
Le Réseau d'informations scientifiques du Québec (RISQ) est un organisme à but non lucratif qui gère le réseau de l’éducation et de la recherche au Québec. Il offre des services de télécommunications à l’ensemble des universités et des cégeps, aux commissions scolaires, à des centres de recherche, des centres hospitaliers universitaires, des ministères et organismes gouvernementaux, des organismes culturels et des organismes de service, et agit comme lieu d’information, de coordination et d’expertise. 
Né en 1989, l’organisme a été créé pour offrir des solutions innovatrices et adaptées aux besoins de ses membres. Depuis, le RISQ est une composante importante d’Internet au Québec. Il assurait en outre l’opération du QIXMC de 1995 à 2019, le seul point d’échange Internet neutre et public du Québec sous la gouvernance de l’Échange Internet de Montréal. 
Doté d’une infrastructure de très grande capacité à l’avant-garde d’Internet, son réseau à large bande passante s’étend sur environ 7 000 kilomètres à travers le Québec. 

## Historique
À partir des années 80, les universités québécoises développent de plus en plus de collaborations internationales et tentent d’attirer des chercheurs et des étudiants d'ailleurs. Les besoins informatiques dans le secteur de la recherche augmentent graduellement, particulièrement en ce qui concerne l’échange de données entre chercheurs situés un peu partout sur le globe.
Arpanet (Advanced Research Projects Agency Network) qui avait été mandaté par la DARPA (Agence pour les projets de recherche avancée de défense) pour développer le premier réseau à transfert de paquets aux États-Unis, finira par se diviser en deux réseaux distincts : l’un militaire, l’autre universitaire. C’est ainsi qu’en 1985 naîtra la « National Science Foundation Network (NSFNet), ambitieux programme subventionnaire américain visait à créer le tout premier réseau Internet, dont les premiers liens entrèrent en service en 1987 ». La création de cet organisme constituera un événement majeur pour le monde universitaire. 
La nouvelle réalité du milieu de l’enseignement supérieur et de la recherche incitera les directeurs de l’informatique des principales universités du Québec à s’associer au Centre de recherche informatique de Montréal (CRIM) pour faire partie de ce nouveau réseau. Le RISQ reliera entre eux les premiers membres du RISQ, puis il se raccordera au réseau Internet des États-Unis (NSFnet) : cette initiative marquera la naissance d’Internet au Québec.
La collaboration entre le milieu universitaire et le CRIM débouchera, en 1989, sur la création du premier réseau autonome destiné aux fins de l’enseignement et de la recherche, le Réseau interordinateurs scientifique québécois. Le RISQ a été le premier service Internet au Québec. Il a permis la mise en place d’une autoroute de l’information à travers toute la province et demeure, encore aujourd’hui, le cœur de son évolution.
En 1993, grâce aux efforts de la communauté de l’éducation et de la recherche, ainsi que du gouvernement fédéral par le biais du CNRC et d’Industrie Canada, les réseaux Internet de chaque province se retrouvent sous l’égide du réseau CA*net. Graduellement, toutes les universités et des centres de recherche demandent à être branchés sur le réseau par le biais du RISQ.
À partir de 1994, le gouvernement du Québec s’intéresse à cette nouvelle technologie et crée le Fonds de l’autoroute de l’information. Le réseau a plus que doublé au cours de la dernière année, la croissance fulgurante a mené l’infrastructure du réseau à un point de saturation ne permettant plus de répondre aux exigences des usagers. En 1995, seules les organisations situées à Montréal, Québec et Sherbrooke bénéficiaient d’une connectivité.
Des demandes en provenance d’autres régions du Québec se font de plus en plus fréquentes. Il devient impératif de procéder à une restructuration majeure du RISQ puis de déployer le réseau dans toutes les villes desservies par une université. De plus, dans le but de promouvoir Internet au Québec et permettre au marché commercial de se développer, le RISQ propose de jouer un rôle d’incubateur commercial pour les villes de Montréal, Québec et Sherbrooke.
En 1995, le RISQ obtient une première subvention de trois ans du Fonds de l’autoroute de l’information. La subvention permettra à l’organisme de moderniser ses infrastructures, de supporter de nouvelles applications et d’accueillir de nouvelles communautés n’ayant pas accès à des services locaux de connectivité. La progression rapide d’Internet au Québec, comme cela avait été le cas sur le territoire américain, a rapidement posé des défis de coordination et d’information.
Pour assurer une certaine cohérence dans le développement d’Internet, le RISQ propose de créer un lieu neutre ou un centre d’information et de coordination, qui deviendra le CIRISQ. Considéré comme une véritable source d’information et de vulgarisation, le CIC visait les entreprises québécoises et des membres issus de différentes couches de la société : journalistes, ingénieurs, politiciens, manufacturiers, commerçants, étudiants, etc.
Jusqu’en 1995, le RISQ aide les premiers fournisseurs de service Internet devenus par la suite des entreprises commerciales à démarrer. Rapidement, Internet devient accessible aux particuliers et aux entreprises sous la forme d'un service commercial distinct de ce qui était considéré au départ comme étant l'Internet académique et le RISQ revient à sa mission première, le soutien à l’enseignement et à la recherche.
En juin 1998, le RISQ quitte le giron du Centre de Recherche Informatique de Montréal pour devenir une organisation à part entière. L’organisme s’incorpore et devient le « Réseau d’informations scientifiques du Québec », tout en conservant l’acronyme RISQ.
En 2000, le RISQ obtient une importante subvention d’investissement du gouvernement du Québec pour étendre le réseau à la majeure partie du territoire du Québec, soit partout où se trouve un campus d’une université ou d’un cégep.
Deux ans plus tard soit, le 18 septembre 2002, le gouvernement du Québec lançait officiellement son programme Villages branchés du Québec pour inciter les commissions scolaires à connecter leurs écoles en réseau. Par la même occasion, en subventionnant les liens de raccordement, le gouvernement encourageait les commissions scolaires à se brancher au RISQ et à échanger entre elles.
En 2009, le RISQ a 20 ans. Un hommage est rendu à ses fondateurs dont le rêve a permis de bâtir un réseau de télécommunication privé à très large bande destiné exclusivement à l’enseignement et à la recherche. En 20 ans, le Québec numérique a fait un chemin considérable et le RISQ est fier d’être l’un de ses grands contributeurs.
En 2010, le RISQ relie un réseau de villes intelligentes situées au Québec qui ont décidé de se regrouper pour mieux partager leurs ressources et diminuer leurs coûts d’opération. Le regroupement, devenu le GVQ (Grandes villes du Québec) au printemps 2012, est aujourd’hui constitué de onze villes québécoises (Boucherville – Saint-Lambert – Brossard; Gatineau, Laval, Lévis, Longueuil, Montréal, Québec, Saguenay, Sherbrooke, Terrebonne et Trois-Rivières). Ces villes représentent plus de 4,1 millions de citoyens et 52 % de la population du Québec. Ce groupe de travail échange des ressources, partage son expertise et collabore sur divers projets. Le RISQ est fier de contribuer au succès de ce modèle de partage de ressources et de travail collaboratif.
Au fil des ans, le réseau du RISQ a pris de l’ampleur. Aujourd’hui, il s’étend sur le territoire du Québec sur une distance d’environ 7 000 km de fibres. Avec 150 institutions branchées, les membres sont de plus en plus nombreux. Les universités du Québec, les institutions collégiales, des commissions scolaires, des centres de recherche, des institutions gouvernementales, des centres hospitaliers et des fournisseurs de contenus bénéficient désormais des services et de l’expertise du RISQ.
En 2014 le RISQ célèbre ses 25 ans en rappelant son rôle dans l’histoire d’Internet au Québec et en revisitant son image de marque. Le RISQ a joué et continue de jouer un rôle névralgique dans l’économie numérique du Québec. Au fil des ans, sa mission, ses valeurs, la technologie, les tendances du marché ont évolué; l’image de marque du RISQ, devenue désuète, avait besoin d'être revue et modernisée afin de s'adapter à cette évolution. C'est dans cet esprit que le RISQ a repensé son image de marque tout en préservant son ADN.

## Services

### Service IntraRISQ
Service principal du RISQ, l’IntraRISQ est un véritable centre nerveux. Il offre toute la sécurité et la robustesse nécessaires pour satisfaire les besoins les plus exigeants de ses membres et partenaires afin de faciliter le transfert des données et offrir une infrastructure fiable qui supporte aisément les applications en temps réel comme la vidéoconférence, la téléprésence, la voix sur IP, etc.
L’IntraRISQ permet l’échange de trafic IP à des niveaux de performance hors normes sur l’ensemble du réseau, et ce, grâce à des liens de très grande capacité et des délais de transmission excessivement courts. Seule la capacité de l’équipement d’accès constitue généralement le facteur limitatif.

### LanX (Local Area Network Extension)
Ce service offre à l’établissement un réseau privé qui relie entre eux plusieurs emplacements (campus). La direction des technologies de l’information peut appliquer ses propres politiques de sécurité sur l’ensemble de ses emplacements comme s’il s’agissait d’un seul. Il permet également l’utilisation de plusieurs réseaux virtuels (Vlan); il peut donc segmenter ses services intercampus selon ses besoins.

### CANARIE
Le service CANARIE donne un accès au réseau évolué de la recherche et de l’innovation du Canada. Il s’agit d’un réseau de fibres optiques à très haute vitesse qui relie entre eux les réseaux de recherche provinciaux, nationaux et internationaux. Le RISQ est la seule porte d’entrée au réseau CANARIE au Québec.

### Internet commercial
Pour répondre aux besoins de ses membres et partenaires, le RISQ offre un accès Internet à débit symétrique sans politique d’étranglement différenciée selon le type de trafic ni limitation quant au volume mensuel transmis, et ce, même en période de pointe. Cette offre de service est grandement rehaussée grâce aux multiples branchements redondants et robustes du réseau du RISQ. Elle est uniquement constituée des grands fournisseurs internationaux afin de garantir une performance maximale pour les communications hors RISQ. En agissant comme coopérative d’achats regroupés, le RISQ est en mesure d’offrir des tarifs avantageux à ses utilisateurs.

### Service Contenu
Complémentaire au service Internet commercial, le service Contenu procure une plus grande flexibilité et permet d’alléger l’utilisation de la bande passante du service Internet commercial. Il offre un accès privilégié à plusieurs fournisseurs de contenu d’intérêt pour la formation et la recherche au Québec. Par ailleurs, le RISQ est le seul réseau de télécommunication au Québec qui distingue l’accès à des fournisseurs de contenu de l’accès à Internet commercial.

### Service R-Sécurité
Ce service s’adresse aux utilisateurs qui désirent se prévaloir d’un service de protection contre les attaques par déni de service. De telles attaques peuvent rendre un service ou même une infrastructure indisponible en surchargeant les liens du réseau ou en saturant ses ressources.

### Service de Redondance
Ce service répond parfaitement aux besoins de membres dont la connexion campus nécessite une disponibilité élevée. Le RISQ offre un service de redondance du lien physique de boucle locale associé à un deuxième routeur d’accès branché à un point de distribution distinct.
Le service de Redondance permet d’assurer une connexion fiable et robuste aux services du RISQ ainsi que la disponibilité maximale des services.

### Service de contingence
Le RISQ offre à ses membres la possibilité de se prévaloir des services d’un second fournisseur Internet, qui serait utilisé en relève, lorsque le lien primaire avec le réseau du RISQ n’est pas disponible. Pour la mise en place de ce service, le RISQ agit comme maître d’œuvre. En collaboration avec le membre, ils conviennent du choix du fournisseur secondaire et le RISQ conclut le contrat avec ce fournisseur, lequel agit en tant que sous-traitant du RISQ. Le but est d’en arriver à une architecture robuste, avec une configuration standardisée, pour faciliter le support et en diminuer les coûts.

### RISQ-Cloud
Le service RISQ-Cloud s’adresse aux membres qui désirent externaliser des services ou des infrastructures en recourant à des fournisseurs d’infonuagique.
L’objectif est d’offrir une connectivité entre le réseau du RISQ et le réseau du fournisseur qui permet l’utilisation des services externalisés par le biais de transfert de données dans des conditions qui sont de nature à en améliorer la performance, la sécurité, la fiabilité et la confidentialité. La connectivité est assurée par l’IntraRISQ grâce à une très large bande passante qui permet l’utilisation d’applications en temps réel.

### RISQ-QDS
Le service R-QDS s’adresse aux membres qui désirent bénéficier d’un service de traitement optimal du trafic lors de l’utilisation d’outils technologiques comme la visioconférence et la voix.
L’objectif d’un tel service est de permettre le traitement prioritaire du trafic issu de l’utilisation de moyens de communication en temps réel par rapport à tout autre type de trafic et en l’acheminant dans les meilleures conditions possibles.

### RISQPare-feu
L’objectif de RISQ Pare-feu est de permettre aux membres du RISQ de bénéficier des fonctionnalités de sécurité avancées, d'analyses, de rapports de sécurité et d’équipements d’infrastructures de pare-feu redondants. Cette mise en commun repose sur le partage des rôles et responsabilités de gestion entre le membre et le RISQ. Le RISQ est responsable de l’infrastructure commune tandis que le membre est responsable de la gestion des règles de sécurité propres à son établissement.

## Membres et partenaires
Liste de membres et partenaires
| - Universités - Cégeps et Collèges - Centres de recherche - Centres hospitaliers universitaires | - Organismes de service - Commissions Scolaires - Organismes culturels - Autres institutions éducatives |